# Abraham Louis Breguet

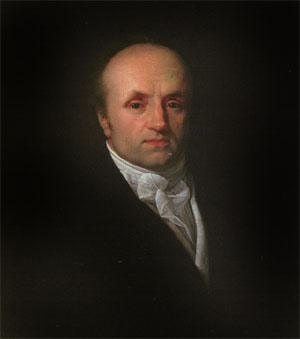
Abraham Louis Breguet

Abraham Louis Breguet (* 10. Januar 1747 in Neuchâtel; † 17. September 1823 in Paris) war ein französischer Uhrmacher und Mechaniker, ursprünglich aus Neuchâtel. Er fertigte doppelte astronomische Uhren, doppelte Chronometer, Seeuhren, sympathetische Pendelwerke und metallische Thermometer.

## Biografie

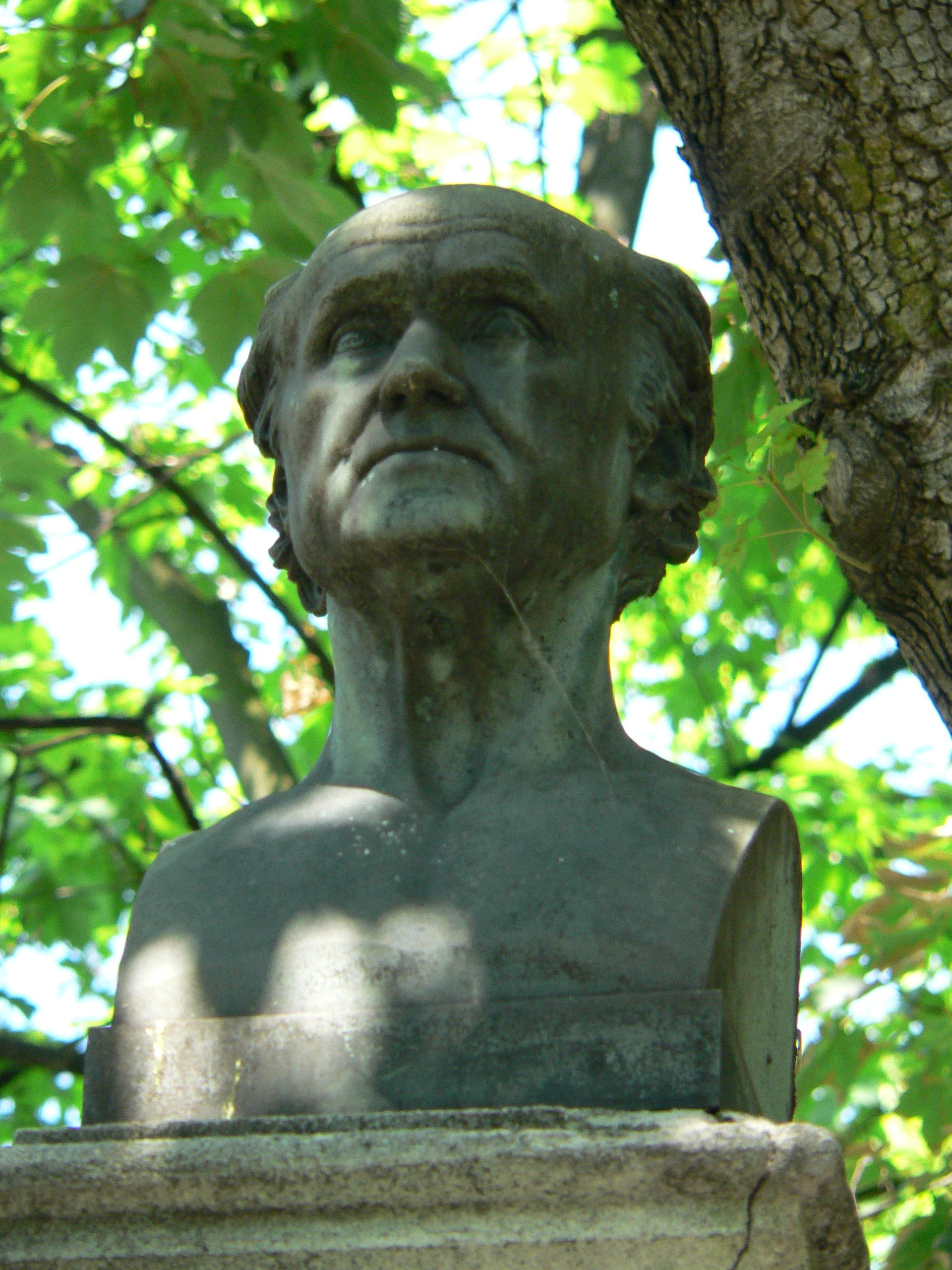
Statue von Abraham Louis Breguet auf dem Friedhof Père-Lachaise

Breguet erlernte das Uhrmacherhandwerk in Neuchâtel und Versailles, studierte dann in Paris Mathematik und legte 1775 mit der Eröffnung einer Werkstatt den Grundstein für die noch heute existierende Uhrenmanufaktur Breguet. 1783 erhielt er den Auftrag, eine Uhr für Marie-Antoinette herzustellen. Für Zar Nikolaus, den Herzog von Orleans, den König von England und für Napoleon, der den Meister auch seinen Offizieren empfohlen haben soll, stellte er Uhren her. 1810 baute er für die Königin von Neapel Caroline Bonaparte die erste Armbanduhr der Welt. Ab 1816 war er Mitglied der Académie des sciences.
Abraham Louis Breguet erfand neben dem Tourbillon die „Breguet-Spirale“ und die „Parachute-Stoßsicherung“. Er entwickelte ein neues Hemmungssystem: das „Echappement naturel“ und stellte Uhren für Blinde her. Zudem erfand er die „Pendule Sympathique“, bei der die Taschenuhr mit einer äußerst präzisen „Mutteruhr“ automatisch abgeglichen wird.
Noch heute sind die Uhren aus seiner Fabrik hoch geschätzt und werden mit einer speziellen Signatur gekennzeichnet.
Sein Enkel Louis Clément François Breguet (1808–1883) setzte das Geschäft in Paris fort und lieferte vor allem Chronometer für astronomische und nautische Zwecke. Er stellte Untersuchungen über die Geschwindigkeit von Licht und Schall, über Induktion und den elektrischen Telegraphen an und baute einen vielfach verwendeten Zeigertelegrafen.

## Erfindungen
Chronologische Liste der Erfindungen Breguets:
- 1780: Erste automatische, als perpetuelle bezeichnete Uhren mit Schwungmasse und zwei Federhäusern.
- 1783: Erfindung der Tonfeder für Repetieruhren. Kreation der Uhrzeiger mit Pomme, dem charakteristischen Ring hinter der Spitze, heute auch als Breguetzeiger bekannt, und der geschwungenen, arabischen Breguetziffern.
- 1783: Beginn der Konstruktion der Uhr Marie-Antoinette (Seriennummer 160) mit „allen bekannten Komplikationen“. Diese Taschenuhr enthielt bei ihrer Fertigstellung im Jahr 1827 eine Automatik, eine Ankerhemmung, eine goldene Breguet-Spirale, eine doppelte Pare-chute-Stoßsicherung, eine Minutenrepetition, einen ewigen Kalender, eine Zeitgleichung, eine Gangreserve-Anzeige, ein Thermometer, einen unabhängigen zentralen und einen kleinen gekoppelten Sekundenzeiger und ein transparentes Zifferblatt aus Bergkristall als Vorläufer der Skelettuhr.
- 1786: Erste Guillochagezifferblätter.
- 1789: Erfindung des Sperrschlüssels, des Breguetschlüssels sowie eine natürliche Hemmung, die ohne Öl funktioniert.
- 1790: Erfindung der Pare-Chute-Stoßsicherung.
- 1792: Bau des optischen Telegrafenmechanismus von Chappe.
- 1795: Erste Beschreibung der sympathischen Pendüle, einer Uhr mit zwei synchronisierbaren Uhrwerken. Entwicklung des ewigen Kalenders. Erfindung der Breguet-Spirale. Endgültige Version der Rubinzylinderhemmung.
- 1796: Entwicklung der Einzeigeruhr, der Subskriptionsuhr.
- 1798: Patent der Hemmung mit konstanter Kraft (am 9. März). Erfindung des Musik-Chronometers, eines als Metronom dienenden Uhrwerks.
- 1799: Verkauf der ersten Tastuhr, bei der die Zeit durch Abtasten gelesen werden kann.
- 1801: Patent des Tourbillonregulators (26. Juni). Diese berühmte Erfindung des Jahres 1795 wurde erst 1805 kommerzialisiert.
- 1810: Herstellung der ersten Armbanduhr im Auftrag von Caroline Murat, Königin von Neapel. Die Uhr Nr. 2639 wurde 1812 fertiggestellt.
- 1812: Erste Zifferblätter mit dezentralem Stundenring.
- 1815: Ausarbeitung des Marine-Chronometers mit zwei umlaufenden Federhäusern.
- 1819: Erfindung des Okulars für astronomische Teleskope, wodurch die Messung von „Zehntelsekunden und sogar nahezu von Hundertstelsekunden möglich wird“.
- 1820: Erfindung der Uhr mit Doppelsekunden, des Observationschronometers, Vorläufer der modernen Stoppuhr.